# フロリダ・ゲイターズ

フロリダ・カラーのSECのロゴ

フロリダ・ゲイターズ（英: Florida Gators）は、アメリカ合衆国のフロリダ大学のスポーツ競技チーム。NCAAディビジョンI所属。

## 競技チーム
| 男子スポーツ                            | 女子スポーツ     |
| --------------------------------------- | ---------------- |
| 野球                                    | バスケットボール |
| バスケットボール                        | クロスカントリー |
| クロスカントリー                        | ゴルフ           |
| フットボール                            | 体操             |
| ゴルフ                                  | ラクロス         |
| 水泳・飛込                              | サッカー         |
| テニス                                  | ソフトボール     |
| 陸上†                                   | 水泳・飛込       |
|                                         | テニス           |
|                                         | 陸上†            |
|                                         | バレーボール     |
| †屋外競技チームと室内競技チームがある。 |                  |